# Ateliers de La Ciotat
Ateliers de La Ciotat est un court métrage documentaire muet français réalisé par Louis Lumière sorti en 1896 et produit par la Société Lumière.

## Description
Des ouvriers travaillent dans un chantier naval. Beaucoup s'arrêtent pour regarder la caméra, certains visiblement intrigués.

## Fiche technique
- Titre original : Ateliers de La Ciotat
- Titre en hongrois : A vonat megérkezik
- Titre en polonais : Warsztaty w La Ciotat
- Titre en russe : Мастерские в Ла-Сьота
- Réalisation : Louis Lumière
- Production : Société Lumière
- Lieu de tournage :  Chantier naval des Messageries maritimes, La Ciotat (France)
- Pays d'origine : France
- Vue no  : 2
- Genre : Documentaire
- Format : Court métrage — Muet — Noir et blanc - 1,30:1
- Durée : 45 s
- Date de réalisation : 1896
- Dates de sortie :
  -  France :  22 mars 1896 à Lyon sous le titre Les Ateliers des Messageries maritimes

## Sources
- Catalogue Lumière, « Ateliers de La Ciotat » (consulté le 11 février 2024).
- Collection Lumière, « Film Lumière 4, , partition vidéo : 18 min 46 s », 1995 (consulté le 11 février 2024)